# Karel Herbst

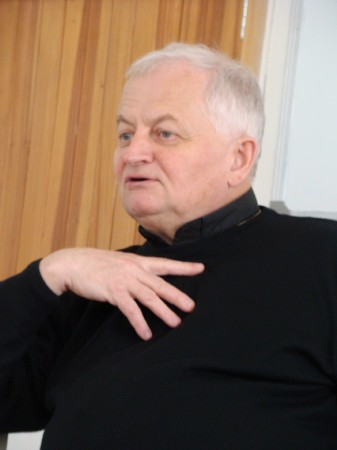
Karel Herbst (2009)

Karel Herbst SDB (* 6. November 1943 in Prag) ist ein tschechischer Ordensgeistlicher und emeritierter römisch-katholischer Weihbischof im Erzbistum Prag.

## Leben

Wappen von Weihbischof Herbst

Herbst erlernte zunächst den Beruf des Eisenbahn-Elektrikers und übte ihn bis 1968 im Depot des Prager Zentralbahnhofs aus. Nebenbei besuchte er ein Abendgymnasium. Dann trat er in das Priesterseminar in Leitmeritz ein. Nach Abschluss der philosophischen und theologischen Studien an der Theologischen Fakultät in Leitmeritz wurde am 23. Juni 1973 durch Kardinal Tomášek zum Priester geweiht. Zunächst war er als Kaplan tätig, bis ihm die kommunistischen Behörden 1975 die Erlaubnis zur Ausübung seines Amtes entzogen. Im Untergrund legte er am 11. September 1976 die ewigen Gelübde als Salesianer Don Boscos ab. Gemeinsam mit dem späteren Prager Erzbischof Miloslav Vlk arbeitete er von 1975 bis 1986 als Fensterputzer. In der geheimen Seelsorge machte er sich im Rahmen des sogenannten Hütten-Apostolates einen Namen. Als er ab 1986 wieder offiziell als Priester arbeiten konnte, war er von 1986 bis 1989 Seelsorger in mehreren Pfarreien, von 1990 bis 1997 Direktor des salesianischen Zentrum in Prag-Kobylisy, schließlich von 1997 bis 2000 Spiritual im Erzbischöflichen Priesterseminar von Prag-Dejvice. Von 2000 bis 2002 leitete er in Frystak eine salesianische Gemeinschaft.
Am 19. Februar 2002 ernannte ihn Papst Johannes Paul II. zum Weihbischof im Erzbistum Prag, verbunden mit dem Titularbistum Siccesi. Die Bischofsweihe erfolgte am 6. April 2002 durch den Prager Erzbischof Kardinal Vlk.
Papst Franziskus nahm am 1. Dezember 2016 seinen vorzeitigen Rücktritt an.